# Сёренсен, Лассе
Лассе Сёренсен (дат. Lasse Sørensen; родился 21 октября 1999 года в Вайен, Дания) — датский футболист, полузащитник клуба «Хаддерсфилд Таун».

## Клубная карьера
Сёренсен — воспитанник клуба «Эсбьерг». В 2016 году Лассе принял предложение английского «Сток Сити» и перебрался в его футбольную академию. 13 мая 2018 года в матче против «Суонси Сити» он дебютировал в английской Премьер-лиге.

## Международная карьера
В 2016 году в составе юношеской сборной Дании Сёренсен принял участие в юношеском чемпионате Европы в Азербайджане. На турнире он сыграл в матчах против команд Франции, Швеции и Англии.